# Чарлі Бора
Чарльз Едвард Бора (англ. Charles Edward Borah; нар. 11 листопада 1905 — пом. 4 січня 1980) — американський легкоатлет, який спеціалізувався в бігу на короткі дистанції.

## Із життєпису
Олімпійський чемпіон в естафеті 4×100 метрів (1928).
На Олімпіаді-1928 також брав участь у бігу на 100 метрів, проте зупинився на чвертьфінальній стадії.
Чемпіон США у бігу на 100 ярдів (1926) та 220 ярдів (1927, 1928).
Ексрекордсмен світу в естафетах 4×100 метрів та 4×220 ярдів.
Випускник Університета Південної Каліфорнії.
По закінченні спортивної кар'єри працював дантистом.

## Основні міжнародні виступи
| Рік  | Змагання         | Місто     | Місце | Дисципліна |
| ---- | ---------------- | --------- | ----- | ---------- |
| 1928 | Олімпійські ігри | Амстердам | 6чф3  | 100 м      |
| 1928 | 1                | 4×100 м   |       |            |